# Questione di cuore
Questione di cuore è un film del 2009, scritto e diretto da Francesca Archibugi e interpretato da Antonio Albanese e Kim Rossi Stuart.
Liberamente tratto dal romanzo di Umberto Contarello, Una questione di cuore (edito da Feltrinelli), il film racconta l'amicizia tra Angelo e Alberto, due uomini molto diversi tra loro, per provenienza sociale, cultura e modo di vivere.
Il film è uscito nelle sale italiane il 17 aprile 2009. Ebbe un incasso di 2 milioni e mezzo di Euro.

## Trama
Angelo, carrozziere di borgata, e Alberto, sceneggiatore in crisi, vengono colpiti da infarto e si ritrovano a condividere la stessa stanza d'ospedale. Attraverso la malattia, malgrado le diverse appartenenze sociali e culturali, tra i due inizia un'intensa amicizia che li renderà indispensabili l'uno all'altro.

## Riconoscimenti
- 2010 – David di Donatello
  - Candidatura Migliore attore protagonista a Antonio Albanese
  - Candidatura Migliore attore protagonista a Kim Rossi Stuart
- 2009 – Nastro d'argento
  - Premio L'Orèal Professionnel a Micaela Ramazzotti
  - Candidatura Regista del miglior film a Francesca Archibugi
  - Candidatura Miglior produttore a Marco Chimenz, Giovanni Stabilini e Riccardo Tozzi
  - Candidatura Migliore sceneggiatura a Francesca Archibugi
  - Candidatura Migliore attore protagonista a Kim Rossi Stuart e Antonio Albanese
  - Candidatura Migliore scenografia a Alessandro Vannucci
- 2010 – Globo d'oro
  - Candidatura Miglior attore a Antonio Albanese
  - Candidatura Miglior attrice a Micaela Ramazzotti
- 2009 – Ciak d'oro
  - Miglior attrice non protagonista a Micaela Ramazzotti[2]
- 2010 – Alabarda d'oro
  - Miglior sceneggiatura a Francesca Archibugi
- 2010 – Bari International Film Festival
  - Premio Suso Cecchi D'Amico a Francesca Archibugi